# 大住力
大住 力（おおすみ りき、1965年10月16日 - ）は、日本の社会起業家・人材教育コンサルタント。
公益社団法人難病の子どもとその家族へ夢を 代表理事・ソコリキ教育研究所 所長・日本ライフイズ・ア・ジャーニー協会 代表。広島県福山市出身。
株式会社ハウステンボス元顧問。
国立富山大学、東京理科大学非常勤講師。
復興庁「新しい東北」官民連携推進協議会 会員。
日本財団ボランティアサポートセンター アドバイザー。
めんそーれ沖縄地域連携ネットワーク協議会実行委員長。

## 略歴
大学卒業後、株式会社オリエンタルランドに入社。約20年間、人材教育、 東京ディズニーシー、イクスピアリのプロジェクトの立ち上げや運営、マネジメントに携わる。
2010年、同社を退職。難病を患う子どもと家族への支援を目的とし、アメリカのギブキッズザワールドの日本唯一の運営団体である非営利団体、 公益社団法人難病の子どもとその家族へ夢を を設立。代表を務める。 
また、大手企業から中小企業、学校、病院など、ディズニーメソッドを取り入れたマネジメント、ホスピタリティなどの人材教育を実施。刑務所の受刑者矯正教育も行う。各学会でも積極的に講座やセミナーを開催、講演、研修、執筆、コンサルティングを中心に日本国内外で活動中。2018年2月から、日野原重明氏が生前、全国の小中学校を対象に実施した『いのちの授業』の活動を永続的に繋ぎ、全国の小学校で「いのちの授業」プロジェクトを開始した。

## 主な著作
- 『わたしは、いま、とてもしあわせです』ポプラ社、2010年。
- 『一生の仕事が見つかるディズニーの教え』日経BP社、2012年。ISBN 9784822249380。
- 『ディズニーの現場力』かんき出版、2013年。ISBN 9784761269678。
- 『もしもディズニーが店長だったら』日経BP社、2013年。ISBN 9784822273132。
- 『ディズニーの最強マニュアル』かんき出版、2014年。ISBN 9784761270209。
- 『ディズニーのすごい仕組み』かんき出版、2015年。ISBN 9784761270995。
- 『一度しかない人生を『どう生きるか』がわかる100年カレンダー』ディスカヴァー、2021年。ISBN 9784799327487。
- 『どんな人も活躍できる ディズニーのしくみ大全』あさ出版、2024年。ISBN 4866676817。
- 『一残り30年ジャーニー 悔いなき人生を歩むための50の教え』KADOKAWA、2025年。ISBN 4041148510。

研修DVD
- 『ディズニーの最強マニュアル』かんき出版 [19]、2014年。

## 企画映画作品
- 『Given～いま、ここ、にあるしあわせ～』[20]

## メディア出演
- NHK教育テレビ／福祉ネットワーク
- 朝日新聞／ひと[21]
- テレビ東京／FOOT×BRAIN[22][23]
- 沖縄タイムス／コラムうちなぁ見聞録[24]